# 호세 루이스 로드리게스 사파테로
호세 루이스 로드리게스 사파테로(스페인어: José Luis Rodríguez Zapatero듣기 (도움말·정보), 문화어: 호쎄 루이스 로드리게스 싸빠떼로, 1960년 8월 4일 ~ )는 스페인의 민주화(입헌군주제 복고) 이후 민선 5대 총리로, 2004년부터 2011년까지 총리를 지냈다.
그의 소속 정당인 스페인 사회노동당(PSOE)는 2004년 스페인 총선에서 승리했다. 그가 이끄는 정부의 주요 업적으로는 이라크 파병군 철수와 동성 결혼 허용을 들 수 있다.
로드리게스 사파테로는 그의 둘째 성인 사파테로로 널리 알려졌으며 가끔 2004년 선거전 중 슬로건으로 이용된 "ZP"(Zapatero Presidente)라고 불리기도 한다.

## 개인 생활 및 어린 시절
로드리게스 사파테로는 바야돌리드에서 부유한 좌파 가정에서 태어났다. 그의 아버지 후안 로드리게스 가르시아 로사노는 유명한 변호사이다. 로드리게스 사파테로의 할아버지 후안 로드리게스 로사노는 프리메이슨 회원 및 스페인 공화국 정부의 대위였으며, 로드리게스 사파테로의 아버지가 8살이었던 스페인 내전 당시 암살 당했다. 리카르도 드 라 시에르바와 같은 스페인의 보수파 역사학자들은 로드리게스 사파테로 역시 프리메이슨 회원이라고 믿는다.
로드리게스 사파테로는 스페인 레온에서 자랐다. 1966년 9월에는 기독교 초등학교인 디스시풀라스 데 헤수스(Discípulas de Jesús)에 입학했고, 1970년 9월에는 그 당시 레온의 유한 사립학교 콜레히오 레오네스(Colegio Leonés)에 입학했다. 그 이후, 레온 대학교에서 법학을 공부했고, 1982년에 졸업했다. 학창시절에는 중국과 소련의 토지개혁에 감동받았다.
대학교 졸업 후 레온 대학교에서 헌법학 교수직을 맡았다. 1986년에는 스페인의 하원 의원으로 당선됐다. 1991년 10월에는 레온 대학교의 법률 고문들이 로드리게스 사파테로가 교수 겸 하원 위원직을 모두 맡을 수는 없다는 판단을 내림으로써 신임 총장은 로드리게스 사파테로의 교수직 계약을 종결시켰다.
1990년 1월 27일, 장교인 라파엘 에스피노사 아르멘다리스의 딸 산솔레스 에스피노사 디아스와 결혼 했고, 현재 부부 사이에 1993년에 태어난 딸 라우라와, 1995년에 태어난 딸 알바가 있다. 그의 가족은 아직 언론에 노출되지 않았고, 현재 두 딸의 사진도 언론에 공개되지 않았다.
2011년 열린 스페인 총선에는 출마하지 않았으며, 이 선거에서 마리아노 라호이가 총리로 당선되었다.

## 기타
로드리게스 사파테로는 스페인어만 구사하며, 그의 아버지가 그를 영국에 영어공부를 목적으로 몇번 보냄에도 불구하고 영어는 잘 못하는 걸로 알려져있다. 로드리게스 사파테로는 FC 바르셀로나와 세사르 로드리게스 알바레스의 팬으로 보도된 바 있다.